# 風のふく島
『風のふく島』（かぜのふくしま）は、2025年1月11日（10日深夜）から3月29日（28日深夜）までテレビ東京系「ドラマ25」枠で放送されたテレビドラマ。東日本大震災後の福島県浜通りに移住した人々を描いた1話完結のオムニバス方式。

## キャスト
★=各話主演。

### 第1話
中村優神（なかむら ゆうしん）★
演 - 佐藤大樹（EXILE / FANTASTICS）（少年期：山田大翔）
元馬術競技の日本代表。南相馬市で馬の社会的地位の向上を目指すが、住民の協力を得られず苦心する。
牛来
演 - オクイシュージ

鈴木結子
演 - 日下玉巳
牛来の娘。
女性客
演 - 堀未央奈

- 深谷和倫、高橋光太、池ノ辺沙知、深野真美有、深野利伊菜

### 第2話
大迫保（おおさこ たもつ）★
演 - 駿河太郎
アメリカから戻って広野町でホテルを経営している。仕事をさぼっては耕作や遊大とサーフィン三昧の日々を送っている。サーフィンで町興しをしようと考えるが、地元サーファーたちの反対にあう。
耕作
演 - 池内博之
保の幼馴染。
遊大
演 - 落合モトキ
保の幼馴染。
大迫千夏
演 - 藤井美菜
保の妻。ホテルを手伝っている。
横井
演 - 栗田昌治

大迫なぎさ、大迫みお
演 - 曽部結月、山地陽理
保と千夏の娘。
野々村
演 - 風間トオル

- 猪狩渚斗、伊藤瑠衣、土屋希仁

### 第3話
野村あや（のむら あや）★
演 - 桜井ユキ
パティシエになりたくて東京の製菓専門学校に進学し洋菓子店に就職するが、もっと菓子作りを勉強するためにワーキングホリデーでドイツに行く。そして、地元・楢葉町に戻りお菓子屋さんを開業する。
野村大介
演 - 金子鈴幸
あやの夫。
さやか
演 - 古澤メイ
地元のパティシエ。
北山はるみ
演 - 渡邉麻美

ミカ
演 - 片桐彩花
あやの親友。楢葉町唯一の商業施設「ここなら笑店街」を取り仕切っている。
コウ
演 - 佐々木崇志
あやの幼馴染で初恋の人。Jヴィレッジでサッカーのコーチをしている。

### 第4話
小坂大（こさか だい）★
演 - 豊本明長（東京03）
タクシーが少ない浪江町の交通問題を解決するため、「なみえスマートモビリティ」事業を始める。事業を通じて、浪江町の人々の暮らしを支える。転勤で浪江に来たが、おいしいお酒や食事に魅了され、すっかり町になじんでいる。
スマモビくん
声 - 釘宮理恵
小坂が浪江町の人々のために生み出したスマートモビリティ。
山田拓実、山田佳奈
演 - 中田圭祐、吉原怜那（ダウ90000）
スマモビの車内恋愛で結婚したカップル。
有輝
演 - 岩川晴
将来、素晴らしい発明をしてみんなの役に立ちたいと思っている小学生。
ミライ
声 - 片山公輔
水素で走る環境に優しい車。
岩野和子
演 - ジュディ・オング
浪江を訪れた少しいけ好かない女性。スマモビ車内でみんなと話しているうちに次第に打ち解けていく。実は浪江に住んでいたらしいが多くは語らない。

### 第5話
東道進一郎（とうどう しんいちろう）★
演 - 渋川清彦
オートバイのトライアル競技専門雑誌のカメラマン兼編集者。川内村でトライアルで町おこししようと東京から引っ越してくる。
風貫太郎
演 - 音尾琢真
東道の友人。川内村でのトライアル競技での町おこしの発案者。
東雲紗綾
演 - 内田慈
東道の恋人。彼と共に川内村に越してくる。実は風の元妻。
藤棚
演 - 長野克弘
川内村役場の担当者。声が小さく聞き取りにくい。
金重
演 - 相馬有紀実
川内村役場職員。
山背
演 - 五頭岳夫

太田
演 - 湯沢勉

韮山、坂本
演 - こだまだいち、播田美保
東道たちからトライアル競技の説明を受ける男女。
女性警官
演 - ふせえり
川内村の警官。

### 第6話
朝比奈三咲（あさひな みさ）★
演 - 北乃きい
物作りが好きで芸大に進みライフスタイルブランドの会社に就職するが、配属された部署はデザインとはかけ離れた店舗販売業務。悩む中、ふと参加したキャンドル作り教室をきっかけに、仕事を辞め、隊長の勧めで飯舘村に移住してキャンドル工房を作る。
ミニミサ
演 - マイカ・ピュ
三咲のイマジナリーフレンド。
坪内美雪
演 - 岡本多緒
三咲がイフスタイルブランドの会社で店舗勤務していた時の先輩社員。
隊長 / 奥宮雅史
演 - 續木淳平
”飯舘村つくり隊”の隊長。娘にねだられて三咲のキャンドルを買った、彼女の初めての客。飯舘村に移住しないか、と三咲を誘う。
ナレーション
声 - 鈴木より子

花農家
演 - 渡辺俊美（TOKYO No.1 SOUL SET）
飯舘村の花農家。
花仙人
演 - 斉木しげる
飯舘村の山の中にいる不思議な老人。
- 青柳香凛、猪股史子、若生彩子、羽山菫、橋本知佳[14]、片倉義之

### 第7話
田伏武洋（たぶせ たけひろ）〈23〉★
演 - 本田響矢
祖父が葛尾村に住んでいて小さい頃からここに住みたいと思っており、埼玉県から葛尾村へ移住。畜産農家に勤めている。自転車のタイヤがパンクして困っている三橋を牧場に連れて行く。
三橋修二
演 - 柳俊太郎
ママチャリで日本縦断中の青年。田伏が働いている牧場で臨時バイトをすることになる。
山川健
演 - 西尾季隆（X-GUN）
農家。実は田伏の半年前に葛尾村に越してきた移住者。

### 第8話
下山田修平（しもやまだ しゅうへい）★
演 - 三浦貴大
東京の広告代理店に勤務していたが、故郷の田村市を子どもが自然に触れ楽しめる場所にするため、地元に帰って起業する。
春日部メイ、大平とも
演 - 大沢一菜、尾上眞秀
下山田の主催するイベントに参加する子ども。
高橋
演 - 西山潤
下山田の部下。下山田について田村市に移住する。虫が大の苦手。
宮本
演 - 用松亮
下山田の地元の先輩。
林業のおじさん
演 - 川畑和雄
道に迷ったメイが山の中で出会う不思議なおじさん。
竹細工職人のおじいさん、おばあさん
演 - 志賀圭二郎、栗山千栄
ともが山の中で出会う不思議な老人。

### 第9話
関根昇也（せきね しょうや）★
演 - 青木柚（少年時代：嶽本渚琉）
先祖代々続く旧家のツツジ農家の跡取り息子。箱田教授と出会ったことで富岡町で花酵母で作ったお酒を開発することになる。
関根真司
演 - 増子直純（怒髪天）
昇也の父。先祖代々続くツツジ農家を営んでいる。昇也に対して厳しく振舞うが、実は彼の頑張りを評価している。
箱田教授
演 - 飴屋法水
花から酵母を取り出す研究をしている大学教授。昇也に多大な影響を与える。
関根和代
演 - 井上奈々
昇也の母。
酵母
声 - 佐々木省三
昇也が山の中で出会う酵母。
花農家
演 - 大槻修治
昇也にツツジの苗木を提供して欲しい、と頼まれる花農家。
授賞式の司会者
演 - 藏本智大（福島テレビ）
関根昇也が賞を受賞する「Fukushima Future Award 2024」の司会者。
関根遼子
演 - 多岐川裕美
昇也の祖母。昇也が幼い頃に亡くなっている。
- 円谷薫、岡田晴志

### 第10話
好川治（よしかわ おさむ）★
演 - 大友康平
元復興副大臣。政治家引退後、復興コンサルタントとして双葉町に単身移住する。
沢井町長
演 - 有福正志
双葉町 町長
宮原聡志
演 - 中村まこと
双葉町診療所 院長。
そうた、りゅうたろう、るい
演 - 相澤壮太、中村龍太郎、田村塁希
治の近所の小学生。
好川恵子
演 - 篠木美津枝
治の妻。
島さん
演 - 鈴木恵子
治の近所の住民。
本田さん、本田さん父
演 - 伊藤隆（ストロングスタイル）、大日壽
双葉町の農家。
住民
演 - 森三恵、堀江勝浩
双葉町住民。
移住者
演 - 鎌田麻椰、高橋光太

### 第11話
小賀ひとみ（おが ひとみ）★
演 - 黒木華（少女時代：菊地彩結）
幼い頃から父に「慎ましく生きろ」と言われ続け、やりたいこともできず「自分なんか」が口癖で生きてきた。そして、陽介との結婚を機に彼の実家のある川俣町に移住する。経済的な理由で結婚式を挙げられないと言う親友・飛鳥のために結婚式を挙げ、一眼レフカメラを買って写真を撮影してあげたことがきっかけで、観光客に着物を着せて写真を撮る仕事を始める。
小賀陽介
演 - 森優作
ひとみの夫。ひとみの活動に理解のある、心優しき夫。
小賀高文、小賀直子
演 - 飯田基祐、渡辺真起子
陽介の両親。結婚を機に川俣町に移住するひとみを気遣う心優しい親。
木之原飛鳥
演 - 上田遥
ひとみの同郷の親友。近々結婚が決まっているが、経済的な理由で式を挙げる予定がない。
持田美和
演 - 竹下かおり
ひとみの母。
持田建造
演 - 津田寛治
ひとみの父。ひとみには「慎ましく生きろ」、と常に言い聞かせてきた無骨な父親。
- 佐久間武尊、遠藤陽毅、星みらい、遠藤栞、末永竜都、武田謙志、木村睦子、山田広美、松井薫平[21]、中島アリス、中島妃香、菅野佳祐、出川千穂、遊佐美穂、牧田優花

### 最終話
井澤優花（いざわ ゆうか）★
演 - 小西桜子
絵を描くのが好きだが、経済的な理由で美大への進学を諦め、教育学部へ進む。大学では被災地の子どもたちを支援するボランティアサークル「みんなの夏休み計画」に入るが、サークル活動を優先するあまり授業に出られなくなり、大学を中退しバイトも辞めてしまう。その状態を知った石川たちから佐藤を紹介され、大熊町の町おこしプロジェクトの担当になり、大熊町に移住する。
マユ
演 - 寺本莉緒
優花と同じ大学に進学した友人。テニスサークル所属。サークル活動を優先して授業に出ない優花を気遣う。
石川
演 - 山脇辰哉
ボランティアサークル「みんなの夏休み計画」部長。
黒田
演 - 櫻井健人
ボランティアサークル「みんなの夏休み計画」部員。
佐藤
演 - 遠藤隆太
「みんなの夏休み計画」を支援している企業の社員。大熊町で企業したい若者を増やすプロジェクトを担当している。石川らに頼まれ、優花をアルバイトとして雇う。
先生
演 - マツモトクラブ
優花の高校の担任。
柚月
演 - 中島瑠菜
大熊町住人。道端で母親と口喧嘩しているところを優花に声をかけられる。東京に出て起業したいと考えている。
角田
演 - 小田嶋茜子
「大熊インキュベーションセンター」職員。
母親
演 - 鬼澤亜希
柚月の母。柚月が大熊町を出て行くことに反対している。
動物
声 - 鈴木ジェロニモ、高木夏海、山崎莉菜
優花が描いた動物たち。
井澤奏
演 - とよた真帆
優花の母。同居する母の介護をしており、美大に進学するなら学費は出せない、と優花に話す。

## スタッフ
- 企画・プロデュース - 青野華生子[1]
- 監督 - 池田千尋、川元文太（ダブルブッキング）、住田崇、戸田彬弘、二宮健、広瀬奈々子、三木聡[1]
- 脚本 - 石黒麻衣、金子鈴幸、川元文太（ダブルブッキング）、熊本浩武、広瀬奈々子、深見シンジ、三木聡[1]
- 音楽 - 會田茂一[1]
- オープニングテーマ - 和ぬか「夢路」（UNIVERSAL SIGMA）[23]
- エンディングテーマ - 柴田聡子「Passing」（AWDR / LR2）[23]
- プロデューサー - 梅山文郁（テレビ東京）、植田郁子（テレビ東京）、伴健治（さざなみ）、三好保洋（さざなみ）[1]
- 制作 - テレビ東京、さざなみ[1]
- 制作協力 - 福島イノベーション・コースト構想推進機構、ふくしま12市町村移住支援センター[1]

## 放送日程
| 話数   | 放送日  | 舞台     | 脚本              | 監督       |
| ------ | ------- | -------- | ----------------- | ---------- |
| 第1話  | 1月11日 | 南相馬市 | 池田千尋 熊本浩武 | 池田千尋   |
| 第2話  | 1月18日 | 広野町   | 広瀬奈々子        | 広瀬奈々子 |
| 第3話  | 1月25日 | 楢葉町   | 金子鈴幸          | 二宮健     |
| 第4話  | 2月01日 | 浪江町   | 深見シンジ        | 住田崇     |
| 第5話  | 2月08日 | 川内村   | 三木聡            | 三木聡     |
| 第6話  | 2月15日 | 飯舘村   | 熊本浩武          | 二宮健     |
| 第7話  | 2月22日 | 葛尾村   | 川元文太          | 川元文太   |
| 第8話  | 3月01日 | 田村市   | 石黒麻衣          | 戸田彬弘   |
| 第9話  | 3月08日 | 富岡町   | 熊本浩武          | 住田崇     |
| 第10話 | 3月15日 | 双葉町   | 熊本浩武          | 広瀬奈々子 |
| 第11話 | 3月22日 | 川俣町   | 石黒麻衣          | 戸田彬弘   |
| 最終話 | 3月29日 | 大熊町   | 金子鈴幸          | 川元文太   |

- 第10話は前日放送の『WBS』拡大放送（23:00 - 翌0:08）のため、10分繰り下げられ、0時52分 - 1時23分に放送された。

## 放送局
| 放送期間                | 放送時間                     | 放送局         | 対象地域       | 備考        |
| ----------------------- | ---------------------------- | -------------- | -------------- | ----------- |
| 2025年1月11日 - 3月29日 | 土曜 0:42 - 1:13（金曜深夜） | テレビ東京     | 関東広域圏     | 製作局      |
|                         |                              | テレビ大阪     | 大阪府         |             |
|                         |                              | テレビ愛知     | 愛知県         |             |
|                         |                              | テレビせとうち | 岡山県・香川県 |             |
|                         |                              | テレビ北海道   | 北海道         |             |
|                         |                              | TVQ九州放送    | 福岡県         |             |
| 2025年1月14日 - 4月1日  | 火曜 0:00 - 0:30（月曜深夜） | BSテレ東       | 全国           |             |
| 2025年3月1日 - 4月5日   | 土曜 13:00 - 14:00           | 福島テレビ     | 福島県         | 2話連続放送 |